# الشرقية (سفينة مصرية)
كانت الشرقية باخرة حديدية تعمل بمروحة دفع لولبية، بُنيت في ليماوث [الإنجليزية] بالقرب من لندن دُشنّت في 1865. واشترتها الخديوية المصرية للعمل كباخرة بريد. اصطدمت الشرقية مع معدية هولندية في نهر التِيمز في 1872 وانتهى مآلها بتحطمها قبالة اليونان سنة 1900.

## وصفها
بلغ طول الباخرة 267.7 ق (81.59 م) وعرضها 35.8 قم (10.91 م) وعمقها 24.2 ق (7.38 م). وكانت تعمل بمحرك بخاري ثنائي الأسطوانات، يحوي إسطوانتين 38 بوصة (97 سم) و70 بوصة (180 سم) بقطر 48 بوصة (120 سم). بقوة تقديرية 283 حصان، قادرة على تشغيل مروحة لولبية ثلاثية الشفرات، يمكنها أن تدفع السفينة بسرعة 10.69 عقدة (19.80 كم/ساعة). تولت شركة جيمس جاك وشركاه بناء المحرك في ليفربول.

## تاريخها
بُنيت الشرقية في شركة التيمز لأعمال الحديد وبناء السفن في 1865 لصالح الشركة العزيزية للملاحة البخارية، ولكن الحكومة الخديوية اشترتها في 1870 مقابل 23.289 جنيه إسترليني، لحمل البريد. وقد أُعيدت إلى إنجلترا في 1872 لأجل تجديدها الذي شمل غلايات جديدة.

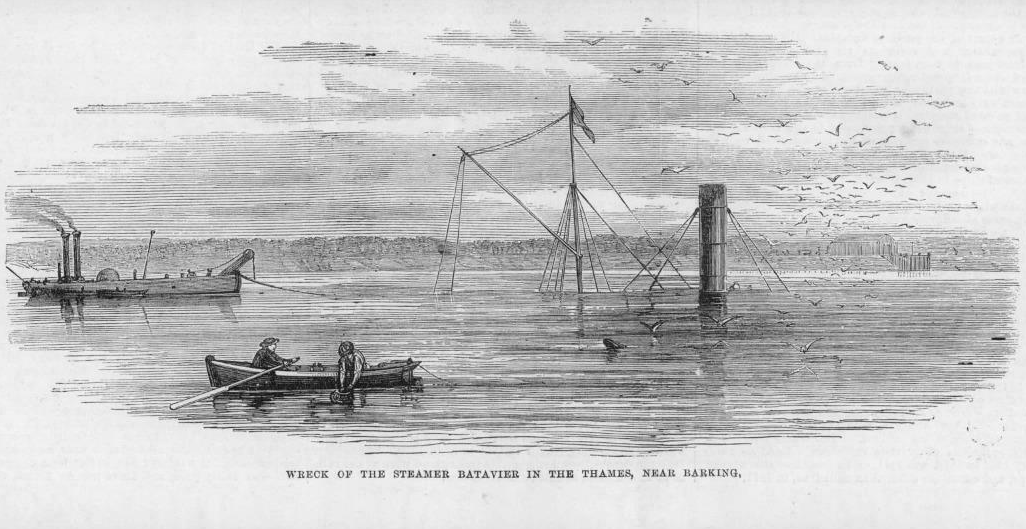
رسم يصور حُطام الباخرة الهولندية "باتافييه" في نهر التيمز بعد اصطدامها بـ"الشرقية" في أكتوبر 1872.

اصطدمت الشرقية بباخرة دولابية هولندية تدعى باتافييه تعمل معدية على خط باتفييه [الإنجليزية] بين روتردام ولندن، خلال إجراء التجارب عليها في نهر التيمز عند باركينغ ريتش [الإنجليزية] في 19 أكتوبر 1872. مما أسفر عن غرق الباخرة الهولندية ومقتل طفل وبحار على متنها، بينما انتشلت الشرقية وقاطرة عابرة اسمها كونسنتيتيوشن الناجين منها. زعمت الحكومة المصرية عندما رُفعت قضية قضائية لاحقاً، أنه بما أن الشرقية كانت ترفع راية البحرية العثمانية، حيث لا يوجد راية منفصلة لسفن الحكومة المصرية، فإن الشرقية تحت وصف سفينة حربية وبالتالي كانت محصنة من الإجراءات القانونية الهولندية. رفصت المحكمة الأميرالية العليا [الإنجليزية] هذه الحجة، على أساس أن الشرقية وصلت بشحنة تجارية من مصر و«إذا تولى صاحب السيادة صفة تاجر، وأرسل سفينة يملكها إلى هذا البلد للتجارة هنا، يعتبر قد تنازل عن أي امتياز قد يرتبط بالسفينة بصفتها ملكية لصاحب السيادة». لكن في نهاية الأمر وُجد أن باتافييه هي المخطئة.
عملت الشرقية على خط الإسكندرية-القسطنطينية عند عودتها. مع استخدامها لفترة وجيزة كناقلة جند للقوات العثمانية خلال الحرب الروسية العثمانية (1877–1878). توقفت الشرقية عن العمل مؤقتًا في 1879، بعد فشل غلاياتها والتي استُبدلت بغلايات جديدة ومحركات مركبة تبلغ 1500 حصان في الإسكندرية بواسطة شركة جيمس جاك وشركاه، وقد انتهى تجديدها في سبتمبر 1881 بتكلفة قدرها 10.500 جنيه إسترليني. كذلك جُهزت الشرقية في مرحلة ما بمروحة تجريبية سداسية الشفرات. وانخفض استهلاكها من الفحم بمقدار 0.85 طن إنجليزي (860 كجم) يوميًا لخسارة 0.04 عقدة (0.074 كم/ساعة) في السرعة.
اشترت شركة البريد الخديوي وحوض الحفر المحدودة الباخرة الشرقية في لندن. وحصلت على الرقم الرسمي للمملكة المتحدة (52687). تحطمت الشرقية في 22 سبتمبر 1900، في خليج كاريستوس، في طريقها إلى بيرايوس، اليونان من الإسكندرية خلال عاصفة. تسبب ذلك في غرق ما مجموعه 18 راكبًا و 21 من أفراد الطاقم، بينما أُنقذ 60.